# 拿騷-迪倫堡的克里斯蒂安
拿騷-迪倫堡的克里斯蒂安（荷蘭語：Christiaan van Nassau-Dillenburg，1688年8月12日—1739年8月28日），末代拿騷-迪倫堡親王，1724年至1739年在位。
克里斯蒂安的父親是拿騷-迪倫堡親王亨德里克。1711年法蘭斯·亞歷山大去世，拿騷-哈達馬爾絕嗣；其領地被拿騷-錫根、拿騷-迪倫堡和拿騷-迪茨瓜分。1724年克里斯蒂安繼承兄長威廉二世成為拿騷-迪倫堡親王，1739年去世。克里斯蒂安去世後，拿騷王朝鄂圖系的所有領地由拿騷-迪茨的威廉四世繼承。